# Anizy-le-Château
Anizy-le-Château là một xã ở tỉnh Aisne, vùng Hauts-de-France thuộc miền bắc nước Pháp.